# Vilar do Torno e Alentém
Vilar do Torno e Alentém es una freguesia portuguesa del concelho de Lousada, con 4,57 km² de superficie y 1.447 habitantes (2001). Su densidad de población es de 316,6 hab/km².